# Catasetum laminatum
Catasetum laminatum es una especie de orquídea epifita originaria de México.

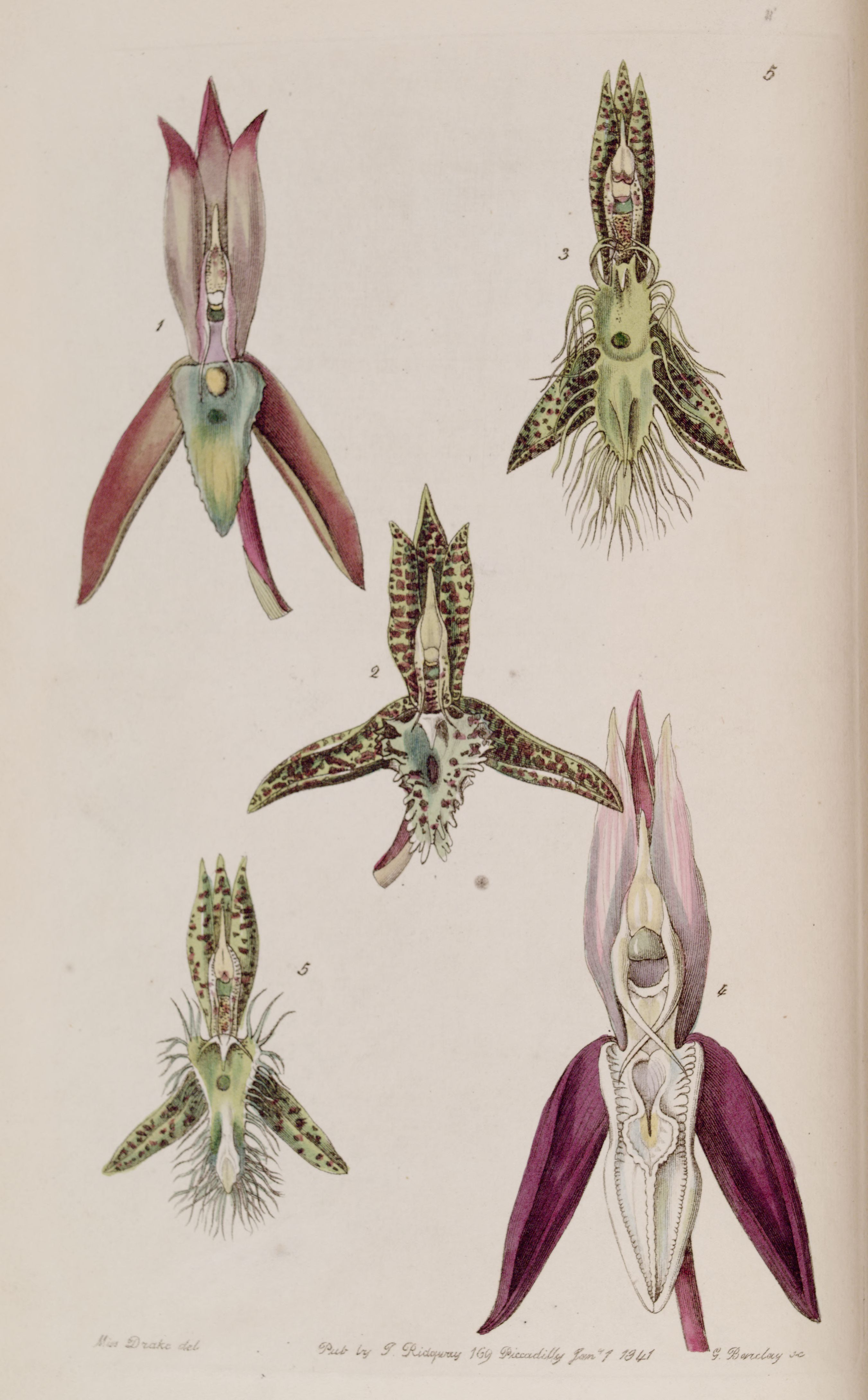
ILustración

## Descripción
Es una orquídea epifita de tamaño mediano, que prefiere clima cálido. Florece en una inflorescencia basal o lateral (desde dentro de una vaina de la hoja), erecta, con varias flores, racemosa, surgida un pseudobulbo formado recientemente  y que se produce a comienzo y finales del verano  y que requiere de ligera a moderada sombra.

## Distribución
Es una  especie mexicanas, epífitas que se encuentran en altitudes medias en los bosques de hoja caduca y en elevaciones más bajas en la selva caducifolia. 

## Taxonomía
Catasetum laminatum fue descrito por John Lindley y publicado en Annals of Natural History 4: 384. 1840.
Etimología
Ver: Catasetum
laminatum: epíteto latino que significa "laminado, escamado".
Sinonimia
- Catasetum laminatum var. eburneum Lindl. (1840)
- Catasetum laminatum var. maculatum Lindl. (1840)[4]